# Pierre Bastien
Pierre Bastien (París, 1953) es un músico y compositor francés así como un constructor de instrumentos musicales experimentales, comenzó la construcción de instrumentos mecánicos musicales a una edad muy temprana, utilizando metrónomos, platillos de batería, poleas y engranes. En 1977 comenzó su colaboración con Pascal Comelade realizando composiciones musicales para compañías de danza. 
En 1986 fundó su propia orquesta, Mecanium, compuesta por partes de mecano y que le ayudan a tocar varios instrumentos como el Laúd chino, Bendir, Saron, Koto y violín. En ocasiones estas máquinas son activadas a través del giro de tocadiscos. En 1990 su orquesta estaba conformada por 80 máquinas (músicos) que realizaban giras y presentaciones en varios festivales de diversos países como Noruega, Australia, Japón, Canadá, Polonia y Estados Unidos. 
Bastien ha colaborado con una gran variedad de artistas como Robert Wyatt, Jac Berrocal, Jaki Liebezeit, Pierrick Sorin, Lukas Simonis y Issey Miyake. Ha publicado sus producciones discográficas con Rephlex Records, Tigersushi y Alga Marghen. 
Bastien tiene un doctorado en literatura francesa del siglo XVIII y una tesis sobre el pre-surrealista Raymond Roussel. 
En 2012 publicó un álbum en Rephlex Records. En 2014 realizó una instalación donde la principal fuente sonora era el papel. En 2015 inicia un nuevo proyecto llamado Silent motors. 

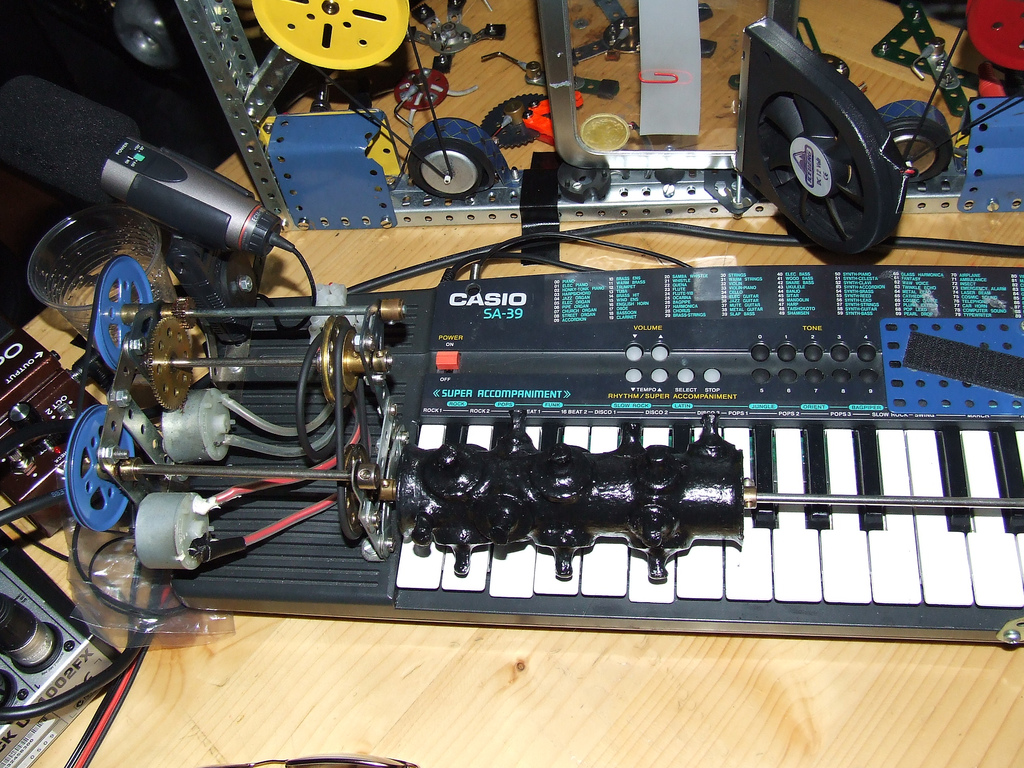
Belgrado, 2006.
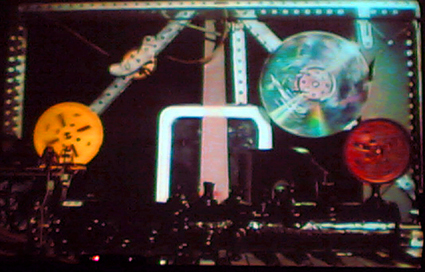
Mecanium.

## Discografía
- 1977, Nu Creative Methods, Nu Jungle Dances, NCM
- 1988, K7, Pierre Bastien, Peter Bastiaan & Bernard Pruvost, Hommage à Jean Raine, BPC
- 1988, LP, Mecanium, ADN, DMM 007R
- 1993, CD, Musiques Machinales, SMI NM204
- 1994, 7", Mécanisme de l'Arcane 17, G33G
- 1996, CD, Boîte N°3, Éditions Cactus, CD 003
- 1996, CD, Eggs Air Sister Steel, In Poly Sons, IPS 10-94
- 1997, Pierre Bastien, Pascal Comelade, Jac Berrocal & Jaki Liebezeit, CD, Oblique Sessions, DSA, DSA54054
- 1998, Pierre Bastien, Klimperei, CD, Mécanologie Portative, Prikosnovénie
- 1998, CD, Musiques Paralloïdres, Lowlands, 012
- 2000, cdrom, Neuf Jouets Optiques, Éditions Cactus
- 2002, Pierre Bastien, Lukas Simonis, CD, Mots d´Heures: Gousses, Rames, InPolysons, IPS0402
- 2001, Pierre Bastien, Alexei Aigui, CD, Musique Cyrillique, SoLyd Records, SR0308
- 2001, lp/cd, Mecanoid, Rephlex, CAT 119 cd/LP
- 2004, Mcd, Boite Nº 7, Ed. Cactus, CD 007
- 2005, CD, Sé Verla al Revés, g33g, G3GPB1
- 2005, CD, Téléconcerts, Signature, SIG 11042
- POP, Rephlex, Cat 2005, CD, 1622005, CD,
- Les Premières Machines: 1968-1988, Gazul, 2007, CD, distribuye Musea
- Pierre Bastien, Dominique Grimaud, CD, Rag-Time v. 2, 2008, InPolysons, IPS0308
- Machinations, 2012, CD, Rephlex Records